# NGC 1612
NGC 1612 ist eine linsenförmige Galaxie vom Hubble-Typ S0/a im Sternbild Eridanus am Südsternhimmel. Sie ist schätzungsweise 219 Millionen Lichtjahre von der Milchstraße entfernt und hat einen Durchmesser von etwa 85.000 Lichtjahren.
Im selben Himmelsareal befinden sich u. a. die Galaxien NGC 1607, NGC 1609, NGC 1611, NGC 1613.
Die Supernova SN 2000fm wurde hier beobachtet.
Das Objekt wurde am 21. Dezember 1881 von Édouard Stephan entdeckt.